# Post-liberalismo
Il post-liberalismo si riferisce ad un insieme di pensieri politici che rifiutano le visioni liberali sull'economia di mercato e la globalizzazione, e le visioni individualiste sulla società, proponendo invece una visione comunitaria del mondo che promuove la solidarietà sociale, le relazioni fraterne e la reciprocità economica. È un'ideologia centrista che ha seguaci sia al centro-sinistra che al centro-destra della politica, in particolar modo in quella britannica. Tra i pensatori di spicco che si allineano con il post-liberalismo vi sono John Gray, John Milbank, Giles Fraser e Adrian Pabst.

## Descrizione
I post-liberali sostengono che la libertà debba essere posta in equilibrio insieme ad altri valori, come la comunità e la sostenibilità, e che i diritti siano efficaci solo se sono accompagnati da doveri. Inoltre, il post-liberalismo non concepisce i doveri unicamente come obbedienza alla legge, bensì come una responsabilità verso il bene comune. Per esempio, secondo tale concezione, la libertà di parola è importante e va tutelata, perché permette l'esistenza della verità e della sua espressione.
Il post-liberalismo condanna gli eccessi dell'individualismo, in quanto riconosce una componente di interdipendenza tra l'uomo e i suoi simili. Da un punto di vista sociale e politico, questo implica una transizione verso una forma di "libertà pubblica" e di "democrazia relazionale". Quindi, il post-liberalismo non implica né la negazione della libertà né l'approvazione del collettivismo, del nazionalismo o di altre idee illiberali.
Il post-liberalismo si distanzia anche dal populismo, che viene visto come una forma di strumentalizzazione dell'individuo al servizio di un'identità collettivistica e quindi incompatibile con la dignità umana.